# Chiesa di San Giovanni Decollato (Montoggio)
La chiesa di San Giovanni Decollato è un luogo di culto cattolico situato nel comune di Montoggio, in via Monsignor Gioacchino Rebora, nella città metropolitana di Genova. La chiesa è sede della parrocchia omonima del vicariato della Valle Scrivia dell'arcidiocesi di Genova.

## Storia

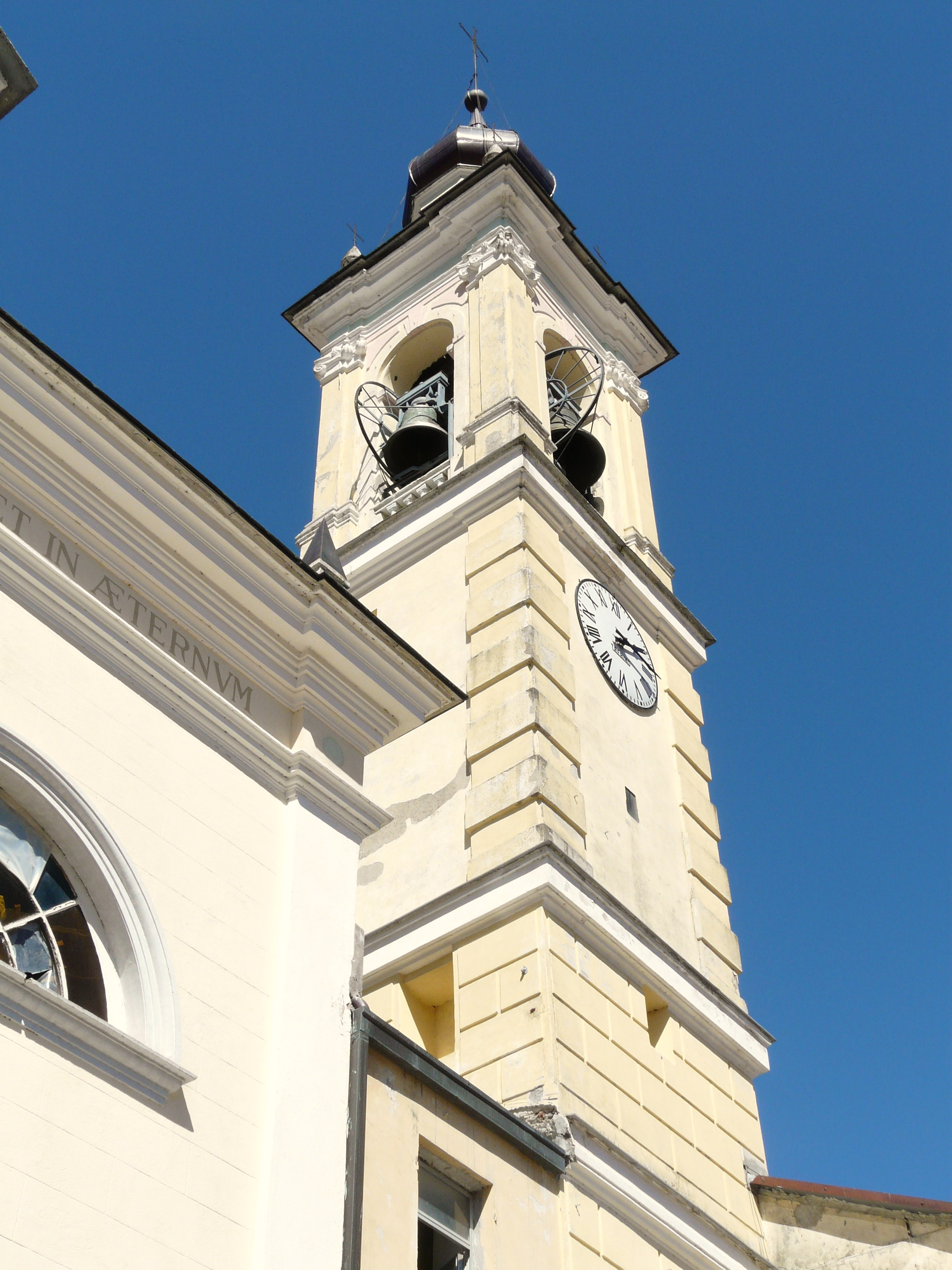
Particolare del campanile

Risalente al XII secolo, la sua prima citazione ufficiale è però datata al 21 settembre del 1200 in un atto dell'epoca. La parrocchiale di Montoggio fu un'antica pieve ed arcipretura della diocesi di Tortona; fu papa Innocenzo IV, della famiglia dei Fieschi, che con bolla pontificia del 3 giugno 1248 passò i territori plebani di Montoggio, Gavi, Voltaggio, con le rispettive parrocchie, sotto il controllo arcivescovile genovese.
Lungamente restaurata nei secoli successivi, verso al fine del XVII secolo fu completamente ricostruita a tre navate con dodici colonne binate reggenti le tre arcate per parte; la costruzione del coro è risalente ad un periodo fra il 1677 e il 1679. Dietro una modesta facciata, la chiesa conserva numerose opere d'arte del Seicento e del Settecento, rivelando un patrimonio artistico di notevole importanza.

## Descrizione
Tra di esse un dipinto raffigurante la Madonna del Suffragio, san Nicola e le anime purganti (1697-1698) di Bartolomeo Guidobono nella seconda cappella della navata sinistra; nella successiva cappella una pala di Domenico Piola del 1699 ritraente Il rifiuto del donativo di Giuseppe al tempio; l'Elemosina di sant'Antonino di Giovanni Andrea De Ferrari del 1624 nel presbiterio; di Aurelio Lomi La Vergine e moltitudine di santi; la Decollazione del Battista di Orazio De Ferrari nell'abside.
Nella cappella della navata destra la tavola Santa Chiara che mette in fuga i Saraceni del 1667 di Domenico Fiasella; la Vergine col Bambino e san Giuseppe con i santi Giorgio, Antonio Abate e Antonio da Padova di Anton Maria Piola e Le sante Lucia e Apollonia e san Bernardino in adorazione del Santissimo Sacramento pala del 1670 di Giovanni Andrea Carlone.